# Aditya-L1
Aditya-L1 ist ein im Weltraum betriebenes Sonnenobservatorium der indischen Raumfahrtagentur ISRO, das am 2. September 2023 startete und am Erde-Sonne-Lagrangepunkt L1 operiert. Das Observatorium verfügt über sieben Instrumente und sendet permanent aktuelle Beobachtungsdaten.
Der Name Aditya stammt von dem Wort für Sonne aus dem Sanskrit.

## Missionsziele
Die Ziele der Mission sind:
- Untersuchung der Dynamik in der oberen Atmosphäre der Sonne (Chromosphäre und Korona)
- Untersuchung des Mechanismus, der die Chromosphäre und die Korona aufheizt, der physikalischen Eigenschaften des teilweise ionisierten Plasmas, der Auslösung von koronalen Massenauswürfen und von Flares
- Beobachtung des Plasmas und des Partikelstroms am Ort der Sonde
- Messung von Eigenschaften des Plasmas der Korona und von Protuberanzen: Temperatur, Geschwindigkeit und Dichte
- Gewinnung von Erkenntnissen zu Entwicklung, Verhalten und Ursprung von koronalen Massenauswürfen
- Die Folge der Prozesse, die in den verschiedenen Schichten der Sonnenatmosphäre ablaufen und die schließlich zu Ausbrüchen führen
- Bestimmung der Form des Magnetfelds und Messung der Magnetfelder in der Korona
- Untersuchung der Faktoren für die Entwicklung des Weltraumwetters: Ursprung, Zusammensetzung und Verhalten des Sonnenwinds
- Nutzung zur permanenten Beobachtung des Weltraumwetters, frühzeitige Erkennung von koronalen Massenauswürfen mit künstlicher Intelligenz.

## Vorgeschichte

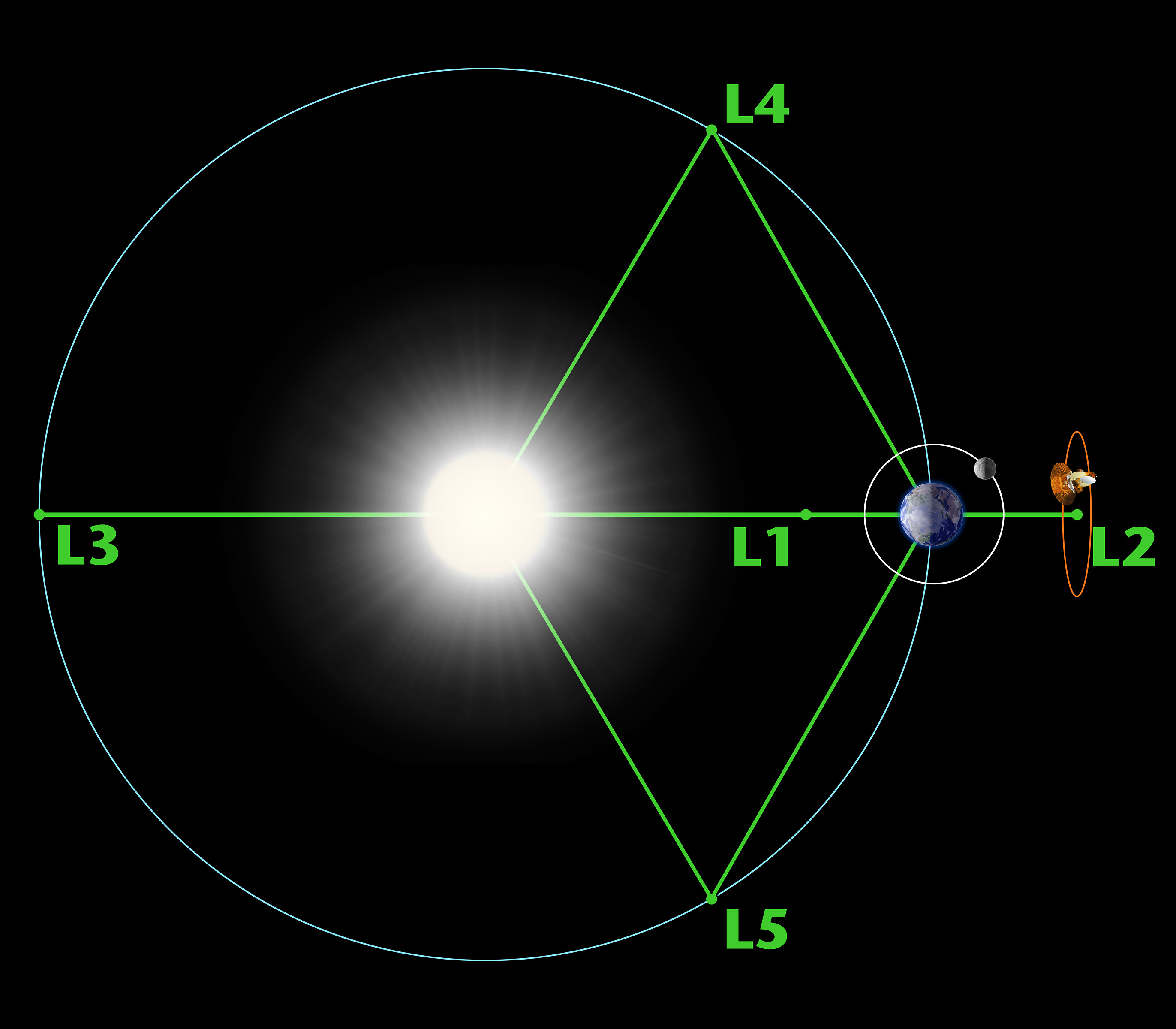
Die Lagrange-Punkte im Sonne-Erde-System

Die indische Raumfahrtagentur plante anfangs den Minisatelliten Aditya mit dem Satellitenbus IMS (Indian MiniSatellite) von circa 400 kg Masse. Als einzige Nutzlast war das VELC-Instrument vorgesehen, das von einer niedrigen Erdumlaufbahn in ca. 800 km Höhe die Sonne untersuchen sollte. Der Grundkörper war ein quaderförmiger Kasten aus Aluminium-Sandwichplatten von 89 cm × 89 cm × 61,5 cm Größe. Dann kam man zu dem Entschluss, einen Aufenthaltsort bei L1 zu nutzen, welcher besser zur Sonnenbeobachtung geeignet ist als eine Erdumlaufbahn, bei der die Sonne immer wieder hinter dem Horizont verschwindet. Der Gleichgewichtspunkt L1 befindet sich ca. 1,5 Millionen Kilometern entfernt von der Erde in Richtung Sonne an der Stelle, wo sich die Anziehung der Erde und der Sonne ausgleichen. Der Ort befindet sich außerhalb des Erdmagnetfelds und erlaubt somit eine Messung des Sonnenwindes und des Sonnenmagnetfelds. L1 war als Aufenthaltsort von Sonnenobservatorien bereits seit langem etabliert. Für die ISRO hingegen ist es die erste Mission an diesem Ort.
Die Mission wurde in der Folge auf den größeren Satellitenbus I-1K umgestellt mit den Abmessungen 1.505 m × 1.476 m × 1.530 m und um zusätzliche Instrumente erweitert. Es gibt nun Instrumente zur Fernerkundung der Photosphäre der Sonne in weicher und harter Röntgenstrahlung, der Chromosphäre im ultravioletten Licht sowie der Korona im sichtbaren und nahen Infrarotbereich. Es gibt außerdem In-situ-Instrumente zur Messung von Plasma und Partikeln und ein Magnetometer für Magnetfelder im Bereich der Sonde. Alle Instrumente wurden von indischen Organisationen entwickelt und gebaut.
Die erweiterte Konzeption bekam dann den Namen Aditya-L1 und wurde 2015 von der Regierung beschlossen. Die indische Raumfahrt betrat mit dem Projekt Neuland. Es ist die erste indische Mission am Lagrangepunkt L1 und zugleich das erste indische Sonnenobservatorium im Weltraum. Die Mission kann von L1 aus nicht nur der Wissenschaft dienen, sondern auch als ständige Beobachtungsplattform für das aktuelle Weltraumwetter, und die in die Jahre gekommene SOHO-Raumsonde von ESA und NASA in ihrer Funktion ersetzen.
Indien hat kein weltumspannendes Antennennetzwerk von Tiefraumstationen, das permanent mit der Sonde in Kontakt stehen könnte, wie es für die Überwachung des Weltraumwetters notwendig ist. Aufgrund des Nutzens, den diese Mission für die ESA zur permanenten Beobachtung des Weltraumwetters und die Weltraumsicherheit hat, wurde eine Unterstützung der ESA für die Startphase und die permanente Kommunikation über das europäische ESTRACK-Antennennetz vereinbart.
Da der Betrieb eines Raumfahrzeug an einem der Lagrange-Punkte für Indien ein technisches Novum ist, war die Software zur Kursberechnung und zur Kalkulation der Brennphasen, die zur Stabilisierung an L1 notwendig sind, noch nicht erprobt. Daher wurden gemeinsam mit der ESA umfangreiche Simulationen durchgeführt und deren Ergebnisse mit denen der Software der ESA verglichen. Zuletzt wurde die Simulation anhand realer Flugdaten von ESA-Sonden geprüft. Dabei waren sich die Resultate der ISRO und der ESA sehr ähnlich. Die Software hatte somit ihren Test bestanden und konnte eingesetzt werden.

## Missionsverlauf

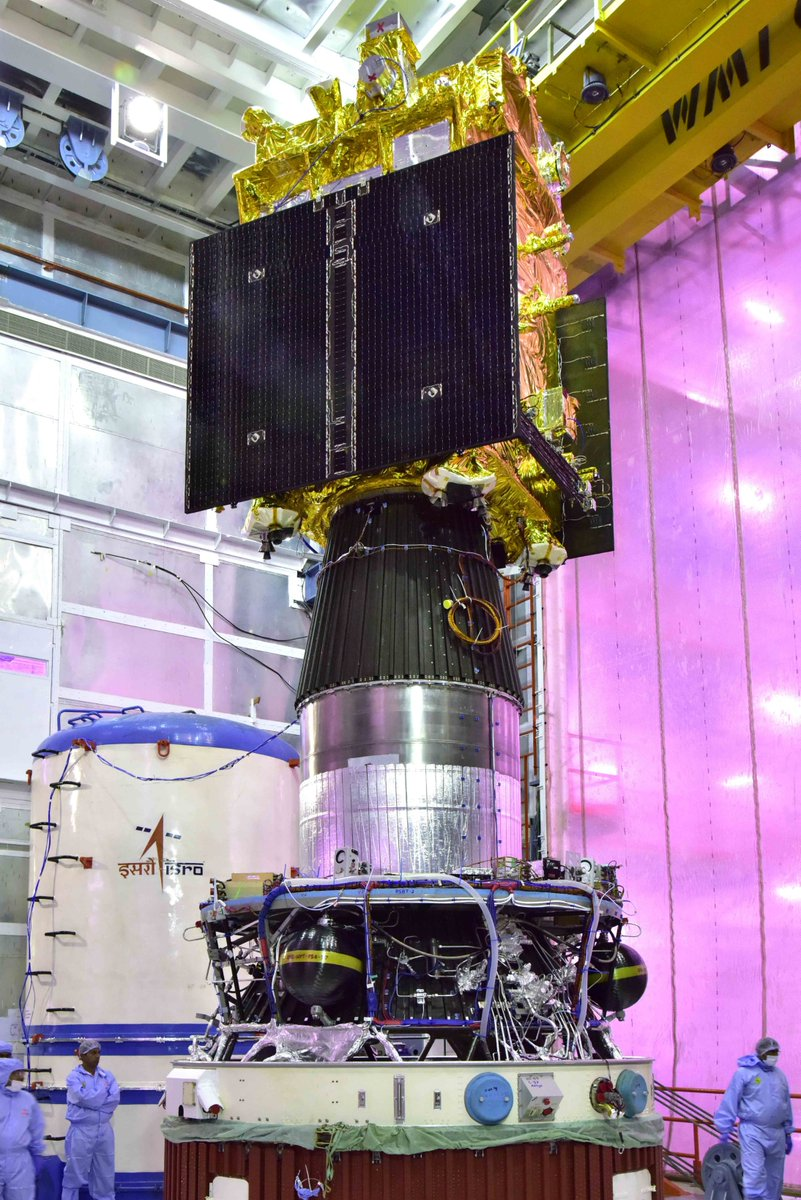
Aditya-L1 auf der PSLV-Raketenoberstufe

### Start und Anflugphase
Die Mission startete am 2. September 2023 um 11:50 Uhr indischer Zeit (6:20 Uhr UTC) vom indischen Weltraumbahnhof Satish Dhawan Space Centre (SDSC) auf der Insel Sriharikota. Der Start der vierstufigen PSLV-Rakete verlief bei gutem Wetter in allen Phasen planmäßig und mit den vorgesehenen Ergebnissen. Mit der vierten Stufe wurde die Sonde in zwei Brennphasen in eine stark elliptische geozentrische Umlaufbahn von 235 × 19.500 km Höhe gebracht.
Mit vier weiteren Manövern wurde danach das Apogäum der Umlaufbahn schrittweise weiter erhöht. Am 3. September wurde das erste „Earth-bound maneuvre“ EBN#1 ausgeführt, die Flugbahn erreichte 245 km × 22.459 km. Das zweite Manöver EBN#2 am 5. September erreichte 282 km × 40.225 km. Mit EBN#3 am 10. September wurde die Bahn auf 296 km × 71.767 km erweitert. Mit EBN#4 wurde am 15. September 2023 eine Bahn von 256 km × 121973 km erreicht. Mit dem „Trans-Lagrangean Point 1 Insertion Maneuvre“ (TL1I) gelangte die Sonde am 19. September auf die Transferbahn zu L1. Am 30. September konnte sie das Schwerefeld der Erde überwinden. Ein kleines geplantes Korrekturmanöver (TCM) zündete die Triebwerke am 6. Oktober für ca. 16 s, ein weiteres TCM-2 am 14. Dezember. Die gewählte Route benötigte ca. 4 Monate bis zum Einschwenken auf die Halo-Umlaufbahn mit dem „Halo Orbit Insertion Maneuvre“ (HOI) am 6. Januar 2024. Seither werden ungefähr monatlich nur noch kleine Korrekturmanöver benötigt, um die Bahn mit Halbachsen von 209.200 × 663.200 × 120.000 km um L1 zu stabilisieren. Eine Umrundung dauert knapp 178 Tage.

### Kommissionierung und Betrieb
Als erstes Instrument ging STEPS am 10. September in Betrieb. Das HEL1OS-Instrument wurde am 27. Oktober kommissioniert und verzeichnete am ersten Tag der Inbetriebnahme am 29. Oktober 2023 fünf Flares. Das SWIS-Instrument wurde am 2. November 2023 aktiviert. SUIT wurde am 20. November 2023 eingeschaltet und machte am 6. Dezember die ersten wissenschaftlichen Aufnahmen mit seinen elf verschiedenen Filtern. Das PAPA-Instrument wurde am 8. November 2023 eingeschaltet, noch ohne Hochspannungsbetrieb (5 kV). Als die ersten Datensätze die volle Funktionstüchtigkeit bestätigten, wurde der erste Einsatz der Hochspannung für den 11. Dezember 2023 beschlossen. Dabei wurde mit einer niedrigeren Spannung begonnen und dann die Spannung schrittweise erhöht. Bis zum Eintritt in den Halo-Orbit am 6. Januar 2024 wurden alle Instrumente getestet und ihre Funktionstüchtigkeit festgestellt. Am 11. Januar 2023 wurde der Ausleger mit den Magnetometern erfolgreich ausgefahren. Ein Jahr nach dem Eintritt in den Halo-Orbit, am 6. Januar 2025, wurden alle gesammelten Daten der sieben Instrumente veröffentlicht und allgemein zugänglich.

### Missionsdauer und Missionsende
Die geplante Missionsdauer ist mit mindestens fünf Jahren angegeben, mit der Option der Verlängerung auf zehn Jahre. Da alle Manöver sehr präzise ausgeführt wurden, wurde nur das Minimum an Treibstoff verbraucht. Seit dem Einschwenken in den Halo-Orbit um L1 kann die Flugbahn dauerhaft mit sehr wenig Treibstoff stabilisiert werden, und man erhofft sich eine sehr viel längere Lebensdauer, im besten Fall einen ähnlich langen Betrieb, wie ihn das Sonnenobservatorium SOHO erreichte. Die Mission wird spätestens enden, wenn der Treibstoff verbraucht ist. Bei Missionsende soll die Sonde in eine stabile Keplerbahn um die Sonne einschwenken und dort verbleiben.

## Aufbau der Sonde
Das Raumfahrzeug ist 3-Achsen-stabilisiert und misst 1,50 m × 1,48 m × 1,53 m ohne Anbauten, Solarpanele und Ausleger. Es wurde in der Verantwortung der ISRO entworfen und gebaut.

### Lage- und Bahnregelungssystem
Das Attitude and Orbit Control System (AOCS) von Aditya-L1 verfügt über verschiedene Sternsensoren und Sonnensensoren, ein Trägheitsmesssystem mit drei Gyroskopen zur Lagebestimmung, Kontrollelektronik, Reaktionsräder und ein Reaction Control Subsystem, das die Düsen zur Lagekontrolle betätigt.

### Energieversorgung
Die Energieversorgung geschieht mittels zweier ausklappbarer Solarpaneele mit Mehrschichtzellen im Format 120 cm × 81 cm mit einer Leistung von insgesamt 400 W. Eine Batterie versorgte das Gerät während der dunklen Phasen des Erdumlaufs. Seit der Ankunft im Zielorbit wird die Batterie nicht mehr benötigt, da bei L1 permanente Sonneneinstrahlung besteht. Die Batterie kann aber die Stromversorgung weiterhin gewährleisten, falls die Solarpaneele aus irgendeinem Grund nicht zur Sonne ausgerichtet sind.

### Kommunikation
Der Transceiver empfängt im S-Band die Steuerbefehle und sendet die Daten der Versorgungseinheit. Die Antennen hierfür können nahezu in alle Richtungen senden und empfangen. Für den Downlink der Daten der Nutzlasten gibt es einen Solid-State-Power-Amplifier-Sender im X-Band mit einer Antenne, die bei 8 Watt Sendeleistung 32 Mbit/s Datenrate erreicht. Als Bus kommt MIL-STD-1553B zum Einsatz. Zur Speicherung aller Daten gibt es eine 32-Gbit-Speichereinheit, in der alle Instrumente zugleich ohne Unterbrechungen ihre Daten speichern können, während die Sendeeinheit gleichzeitig Daten ausliest und sendet. Im normalen Betrieb werden permanent neue Daten geschrieben und permanent aktuelle Daten an die Bodenstationen gesendet. Es muss also rund um die Uhr Funkkontakt aufrechterhalten werden. Die Kommunikation mit der einzigen indischen Tiefraumstation ist nur tagsüber möglich. Nur ESA, NASA und mit Einschränkung China verfügen über ein Tiefraum-Antennennetzwerk, das ununterbrochen rund um die Uhr Daten empfangen kann. Zusätzlich zum ESTRACK-Netzwerk der ESA können die Tiefraumstation des ISTRAC in Byalalu bei Bengaluru und die Deep-Space-Antennen von Goonhilly genutzt werden.

### Missionskontrolle
Die alleinige Missionskontrolle liegt bei der ISRO. Gesteuert wird Aditya-L1 vom MOX im ISTRAC. Die wissenschaftliche Missionskontrolle befindet sich im Indian Space Science Data Center (ISSDC) in Bengaluru, das die Daten der Nutzlasten empfängt, verarbeitet, speichert und an die Wissenschaftler weitergibt und später auch veröffentlicht.

## Instrumente
Am Bau der sieben Instrumente war ein Konsortium von ISRO und verschiedenen indischen wissenschaftlichen Instituten, Universitäten und Unternehmen beteiligt. Ähnlich wie andere Sonnenobservatorien hat die Sonde abbildende Instrumente und Spektrometer in verschiedenen Wellenlängen für die Fernerkundung, sowie Instrumente, die Plasma, Partikel und Magnetfelder am Ort der Sonde (in situ) erkunden.

### Visible Emission Line Coronograph (VELC)
Dieser Koronograph wurde vom Indian Institute of Astrophysics (IIA) in Bengaluru entwickelt. Er ist das Hauptinstrument und wiegt 170 kg. Das Instrument verdeckt die Sonnenscheibe und ermöglicht so, die Sonnenkorona im sichtbaren Licht und nahen Infrarot zu untersuchen. Das Instrument kann gleichzeitig drei verschiedene Aufgaben erfüllen. Eine künstliche Intelligenz kann koronale Massenauswürfe erkennen.
- Es arbeitet als abbildendes Instrument (Imager) im Bereich von 500 nm mit einer Auflösung von 5'' mit einem Blickfeld auf die gesamte Korona zwischen 1,05 bis 3 Sonnenradien in hoher räumlicher und zeitlicher Auflösung. Das Instrument soll permanent 1440 Aufnahmen täglich machen, das ist eine Aufnahme in der Minute.[13]
- Gleichzeitig arbeitet das Instrument als Spektropolarimeter und kann damit elektrische Felder und Magnetfelder in der Korona erkennen.
- Das Multi-Spalt-Spektroskop kann an vier Stellen zugleich und in verschiedenen Wellenlängen untersuchen: 530,3 nm, 789,2 nm und 1074,7 nm.[14]

Das VELC hat eine Apertur von 148 mm, der parabolische Primärspiegel hat einen Durchmesser von 200 mm. Der ringförmige Sekundärspiegel hat in der Mitte ein Loch, der das Licht der Sonnenscheibe durchlässt zu einem Spiegel, der dieses Licht zurück in den Weltraum sendet. Das reflektierte Licht des Sekundärspiegels stammt nur von der Sonnenkorona wird anschließend von der Kamera und dem Spektropolarimeter aufgenommen. Für die Untersuchung im sichtbaren Licht hat das Instrument drei sCMOS Detektoren. Das Spektropolarimeter untersucht Fe XIII im Infrarot und benutzt einen Indiumgalliumarsenid-Sensor.

### Solar Ultraviolet Imaging Telescope (SUIT)
Dieses abbildende Ultraviolett-Teleskop wurde vom Inter University Centre for Astronomy & Astrophysics (IUCAA) in Pune verantwortet und wiegt 35 kg. Das Instrument beobachtet den UV-Bereich von 200–400 nm Wellenlänge. Es bildet die gesamten Sonnenscheibe ab und benutzt dafür elf verschiedene schmalbandige (narrow band, NB) und breitbandige Filter (broad band, BB). Es ist das erste Mal, dass ein Instrument die gesamte Sonne lückenlos in diesem Wellenbereich beobachtet. Die Filter ermöglichen die nahezu zeitgleiche Beobachtung verschiedener Schichten der Sonnenatmosphäre von der Photosphäre bis zur Chromosphäre.
| Filter        | Wellenlänge (nm) | Bandbreite (nm) | Beobachtungsziele                                                   |
| ------------- | ---------------- | --------------- | ------------------------------------------------------------------- |
| NB1           | 214              | 11              | Photosphäre, Sonnenflecken, Sonnenfackeln, Randverdunklung          |
| NB2           | 276              | 0,4             | Photosphäre, Sonnenflecken, Sonnenfackeln, Randverdunklung          |
| NB3 (Mg II k) | 279              | 0,4             | Chromosphäre, Sonnenflecken, Sonnenfackeln, ruhige Sonne, Filamente |
| NB4 (Mg II h) | 280              | 0,4             | Chromosphäre, Sonnenflecken, Sonnenfackeln, ruhige Sonne, Filamente |
| NB5           | 283              | 0,4             | Photosphäre, Sonnenflecken, Sonnenfackeln, Randverdunklung          |
| NB6           | 300              | 1,0             | Photosphäre, Sonnenflecken, Sonnenfackeln, Randverdunklung          |
| NB7           | 388              | 1,0             | Photosphäre, Sonnenflecken, Randverdunklung                         |
| NB8 (Ca II h) | 396,85           | 0,1             | Chromosphäre, Sonnenflecken, Sonnenfackeln, ruhige Sonne,           |
| BB1           | 200-242          | 40              | Photosphäre, Randverdunklung, Sonnenfackeln, Sonnenflecken          |
| BB2           | 242-300          | 58              | Photosphäre, Randverdunklung, Sonnenfackeln, Sonnenflecken          |
| BB3           | 320-360          | 40              | Photosphäre, Randverdunklung, Sonnenflecken                         |

### Aditya Solar wind Particle Experiment (ASPEX)
Das Instrument wird von PRL (Physical Research Laboratory) in Ahmedabad verantwortet. Es untersucht den Sonnenwind in Intensität, Spektrum und Verteilung der Sonnenpartikel. Es besteht aus zwei Subsystemen:
- Das Solar Wind Ion Spectrometer (SWIS) untersucht spektrometrisch die Protonen (H+) und Heliumkerne bzw. Alphateilchen (He++) sowie schwerer Ionen des Sonnenwinds mit niedrigen Energien zwischen 100 eV und 22 keV.
- Das Suprathermal and Energetic Particle Spectrometer (STEPS) untersucht den Bereich zwischen 20 keV und 5 MeV.

Mehrere dieser Systeme sind an verschiedenen Stellen der Sonde angebracht und ermöglichen somit Informationen über die Richtung der Partikelströme. Ein Teil der Messeinheiten kann zwischen den Wasserstoff- und Heliumkernen unterscheiden, ein anderer Teil untersucht die gesamte Energie aller Teilchen.

### Plasma Analyser Package for Aditya (PAPA)
Dieses Instrument stammt vom Space Physics Laboratory und Vikram Sarabhai Space Centre (SPL/VSSC) in Thiruvananthapuram. Es analysiert die Zusammensetzung und Energieverteilung des Plasmas. Das System hat zwei verschiedene Sensoren, die senkrecht zueinander angeordnet sind, die aber gemeinsam von einer Elektronik ausgelesen werden:
- SWEEP misst Elektronen mit Energien von 3 bis 10 keV.
- SWICAR misst Ionen mit einer Atommasse bis zu 60 (Eisen) und Energien von 10 bis 25 keV.[14]

### Solar Low Energy X-ray Spectrometer (SoLEXS)
Dieses Instrument stammt von U R Rao Satellite Centre (SAG/ISAC) in Bengaluru. Es beobachtet die weichen Röntgenstrahlen, die von Flares ausgehen, im Bereich von 1 bis 22 keV. Es soll neue Erkenntnisse liefern, wie sich die Sonnenkorona aufheizt.

### High Energy L1 Orbiting X-ray Spectrometer (HEL1OS)
Der Name HEL1OS wird wie „Helios“ ausgesprochen, gemäß dem Namen des griechischen Sonnengotts. Dieses Instrument stammt wie SoLEXS von SAG/ISAC, Bengaluru. 
Es erfasst harte Röntgenstrahlen im Bereich von 10 bis 150 keV, untersucht die Vorgänge in der Sonnenkorona und gibt Hinweise auf die Energien, die die Sonnenpartikel während eines Ausbruchs beschleunigen. Es untersucht die quasiperiodischen Pulse von harten Röntgenstrahlen während eines Ausbruchs in hoher spektraler und zeitlicher Auflösung. HEL1OS kann die ersten Anzeichen für einen Ausbruch erkennen, noch vor den anderen Instrumenten. Das Instrument hat zwei Sensoren aus Cadmiumtellurid (10–40 keV) und zwei aus Cadmiumzinktellurid (20–150 keV) und ein Gesichtsfeld von 3°. Das erste Licht war am 27. Oktober 2023.

### Magnetometer (MAG)
Die beiden Fluxgate-Magnetometer stammen vom Laboratory for Electro Optics Systems (LEOS) in Bangaluru. Sie messen das Magnetfeld in der Umgebung der Sonde jeweils in drei Richtungen. Die Instrumente sind an einem ausfahrbaren Ausleger befestigt, eines in der Mitte bei 3 Metern, eines 6 Meter entfernt am Ende des Auslegers. Der Ausleger besteht aus fünf Segmenten aus kohlenstofffaserverstärktem Kunststoff. Die Sensoren sind entfernt angebracht, damit das Magnetfeld der Sonde die Messungen möglichst wenig beeinflusst.